# Brittiska Guyana i olympiska sommarspelen 1964
Brittiska Guyana deltog med en deltagare vid de olympiska sommarspelen 1964 i Tokyo. Landets deltagare erövrade ingen medalj.